# Lucas Wolf
Lucas Wolf (Heidelberg, 6 september 1994) is een Duits autocoureur.

## Carrière
Wolf begon zijn carrière in het karting in 2007, waar hij tot 2009 actief was. In 2010 maakte hij zijn debuut in het formuleracing in de ADAC Formel Masters voor het team URD Rennsport. Hij eindigde het seizoen als achtste met een derde plaats in de laatste race van het seizoen op Oschersleben als beste resultaat.
In 2011 bleef Wolf bij URD Rennsport in de ADAC Formel Masters rijden. Na enkele podiumplaatsen won hij de laatste race van het kampioenschap op de Hockenheimring, waardoor hij opnieuw als achtste in het kampioenschap eindigde.
In 2012 stapte Wolf over naar de Formule 3 in de Formule 3 Euroseries voor URD Rennsport. Met een derde plaats op de Hockenheimring als beste resultaat eindigde hij als elfde in het kampioenschap.
In 2013 stapt Wolf over naar het nieuwe Europees Formule 3-kampioenschap, waar hij ook voor URD Rennsport rijdt.